# Billy Clanton
Billy Clanton, född 1862, död 26 oktober 1881 var en cowboy och revolverman i Vilda Västern. Yngre bror till Ike Clanton. Han deltog i Revolverstriden vid O.K. Corral och var en av de tre som stupade.